# Eugène Thirion

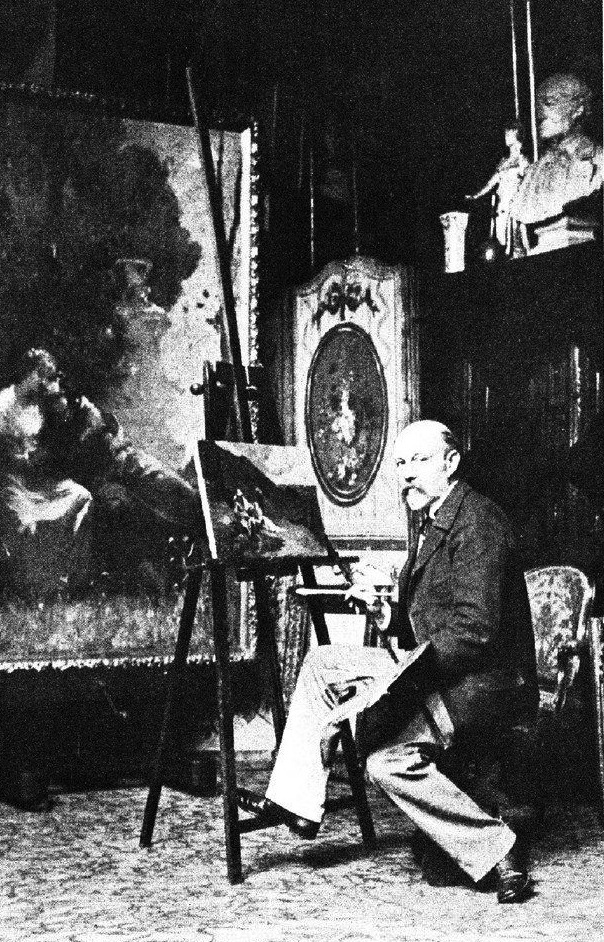
Eugène Thirion.

Eugène-Romain Thirion, född den 19 maj 1839 i Paris, död där den 19 januari 1910, var en fransk målare.
Thirion målade bibliska och historiska motiv (Mose utsatt på Nilen, 1885, Luxembourgmuseet), martyrscener, dekorativa kompositioner (Historien, 1891, i Hôtel de ville) och porträtt. 